# Uefa Champions League 2000/2001
Uefa Champions League 2000/2001 vanns av Bayern München, Tyskland som slog Valencia, Spanien med 5–4 på straffsparkar efter 1–1 under ordinarie speltid och förlängning i finalen i Milano den 23 maj 2001. Det var fjärde gången Bayern München vann Europacupen/Champions League.

## Kvalomgångar

### Första kvalomgången
| Första kvalomgången – 20 deltagande klubblag | Första kvalomgången – 20 deltagande klubblag | Första kvalomgången – 20 deltagande klubblag | Första kvalomgången – 20 deltagande klubblag | Första kvalomgången – 20 deltagande klubblag |
| -------------------------------------------- | -------------------------------------------- | -------------------------------------------- | -------------------------------------------- | -------------------------------------------- |
| Lag 1                                        | Totalt                                       | Lag 2                                        | Möte 1                                       | Möte 2                                       |
| Birkirkara                                   | 2–6                                          | KR                                           | 1–2                                          | 1–4                                          |
| F91 Dudelange                                | 0–6                                          | Levski Sofia                                 | 0–4                                          | 0–2                                          |
| Haka                                         | 00002–2 (BM)                                 | Linfield                                     | 1–0                                          | 1–2                                          |
| KÍ Klaksvík                                  | 0–5                                          | Röda stjärnan                                | 0–3                                          | 0–2                                          |
| Total Network Solutions                      | 2–6                                          | Levadia Tallinn                              | 2–2                                          | 0–4                                          |
| Shirak                                       | 2–3                                          | BATE Borisov                                 | 1–1                                          | 1–2                                          |
| Skonto                                       | 3–5                                          | Shamkir                                      | 2–1                                          | 1–4 (e.f.)                                   |
| Sloga Jugomagnat                             | 1–2                                          | Shelbourne                                   | 0–1                                          | 1–1                                          |
| Tirana                                       | 4–6                                          | Zimbru Chişinău                              | 2–3                                          | 2–3                                          |
| Žalgiris Kaunas                              | 4–3                                          | Brotnjo                                      | 4–0                                          | 0–3                                          |

### Andra kvalomgången
| Andra kvalomgången – 28 deltagande klubblag | Andra kvalomgången – 28 deltagande klubblag | Andra kvalomgången – 28 deltagande klubblag | Andra kvalomgången – 28 deltagande klubblag | Andra kvalomgången – 28 deltagande klubblag |
| ------------------------------------------- | ------------------------------------------- | ------------------------------------------- | ------------------------------------------- | ------------------------------------------- |
| Lag 1                                       | Totalt                                      | Lag 2                                       | Möte 1                                      | Möte 2                                      |
| Anderlecht                                  | 4–2                                         | Anorthosis Famagusta                        | 4–2                                         | 0–0                                         |
| Beşiktaş                                    | 2–1                                         | Levski Sofia                                | 1–0                                         | 1–1                                         |
| Brøndby IF                                  | 3–1                                         | KR                                          | 3–1                                         | 0–0                                         |
| Dinamo București                            | 4–7                                         | Polonia Warszawa                            | 3–4                                         | 1–3                                         |
| Rangers                                     | 4–1                                         | Žalgiris Kaunas                             | 4–1                                         | 0–0                                         |
| Haka                                        | 0–1                                         | Inter Bratislava                            | 0–0                                         | 0–1 (e.f.)                                  |
| Helsingborgs IF                             | 6–1                                         | BATE Borisov                                | 2–0                                         | 4–1                                         |
| Röda stjärnan                               | 4–2                                         | Torpedo Kutaisi                             | 4–0                                         | 0–2                                         |
| Sjachtar Donetsk                            | 9–2                                         | Levadia Tallinn                             | 4–1                                         | 5–1                                         |
| Slavia Prag                                 | 5–1                                         | Shamkir                                     | 1–0                                         | 4–1                                         |
| Shelbourne                                  | 2–4                                         | Rosenborg BK                                | 1–3                                         | 1–1                                         |
| Sturm Graz                                  | 5–1                                         | Hapoel Tel Aviv                             | 3–0                                         | 2–1                                         |
| Zimbru Chişinău                             | 2–1                                         | Maribor                                     | 2–0                                         | 0–1                                         |
| Hajduk Split                                | 2–4                                         | Dunaferr FC                                 | 0–2                                         | 2–2                                         |

### Tredje kvalomgången
| Tredje kvalomgången – 32 deltagande klubblag | Tredje kvalomgången – 32 deltagande klubblag | Tredje kvalomgången – 32 deltagande klubblag | Tredje kvalomgången – 32 deltagande klubblag | Tredje kvalomgången – 32 deltagande klubblag |
| -------------------------------------------- | -------------------------------------------- | -------------------------------------------- | -------------------------------------------- | -------------------------------------------- |
| Lag 1                                        | Totalt                                       | Lag 2                                        | Möte 1                                       | Möte 2                                       |
| Tirol Innsbruck                              | 1–4                                          | Valencia                                     | 0–0                                          | 1–4                                          |
| Zimbru Chişinău                              | 0–2                                          | Sparta Prag                                  | 0–1                                          | 0–1                                          |
| Brøndby IF                                   | 0–2                                          | Hamburg                                      | 0–2                                          | 0–0                                          |
| Helsingborgs IF                              | 1–0                                          | Inter                                        | 1–0                                          | 0–0                                          |
| Beşiktaş                                     | 6–1                                          | Lokomotiv Moskva                             | 3–0                                          | 3–1                                          |
| Inter Bratislava                             | 2–4                                          | Lyon                                         | 1–2                                          | 1–2                                          |
| Anderlecht                                   | 1–0                                          | Porto                                        | 1–0                                          | 0–0                                          |
| Herfølge BK                                  | 0–6                                          | Rangers                                      | 0–3                                          | 0–3                                          |
| Dynamo Kiev                                  | 00001–1 (BM)                                 | Röda stjärnan                                | 0–0                                          | 1–1                                          |
| Polonia Warszawa                             | 3–4                                          | Panathinaikos                                | 2–2                                          | 1–2                                          |
| Leeds United                                 | 3–1                                          | 1860 München                                 | 2–1                                          | 1–0                                          |
| Sturm Graz                                   | 3–2                                          | Feyenoord                                    | 2–1                                          | 1–1                                          |
| Dunaújváros                                  | 3–4                                          | Rosenborg BK                                 | 2–2                                          | 1–2                                          |
| St. Gallen                                   | 3–4                                          | Galatasaray                                  | 1–2                                          | 2–2                                          |
| AC Milan                                     | 6–1                                          | Dinamo Zagreb                                | 3–1                                          | 3–0                                          |
| Sjachtar Donetsk                             | 2–1                                          | Slavia Prag                                  | 0–1                                          | 2–0 (e.f.)                                   |

## Gruppspel

### Första gruppspelsrundan

#### Grupp A
| Nr | Lag               | S | V | O | F | GM | IM | MS  | P  |
| -- | ----------------- | - | - | - | - | -- | -- | --- | -- |
| 1  | Real Madrid       | 6 | 4 | 1 | 1 | 15 | 8  | +7  | 13 |
| 2  | Spartak Moskva    | 6 | 4 | 0 | 2 | 9  | 3  | +6  | 12 |
| 3  | Bayer Leverkusen  | 6 | 2 | 1 | 3 | 9  | 12 | −3  | 7  |
| 4  | Sporting Lissabon | 6 | 0 | 2 | 4 | 5  | 15 | −10 | 2  |

| Hemma \ Borta     | Tyskland | Spanien | Ryssland | Portugal |
| Bayer Leverkusen  | —        | 2–3     | 1–0      | 3–2      |
| Real Madrid       | 5–3      | —       | 1–0      | 4–0      |
| Spartak Moskva    | 2–0      | 1–0     | —        | 3–1      |
| Sporting Lissabon | 0–0      | 2–2     | 0–3      | —        |

#### Grupp B
| Nr | Lag              | S | V | O | F | GM | IM | MS | P  |
| -- | ---------------- | - | - | - | - | -- | -- | -- | -- |
| 1  | Arsenal          | 6 | 4 | 1 | 1 | 11 | 8  | +3 | 13 |
| 2  | Lazio            | 6 | 4 | 1 | 1 | 13 | 4  | +9 | 13 |
| 3  | Sjachtar Donetsk | 6 | 2 | 0 | 4 | 10 | 15 | −5 | 6  |
| 4  | Sparta Prag      | 6 | 1 | 0 | 5 | 6  | 13 | −7 | 3  |

| Hemma \ Borta    | England | Italien | Ukraina | Tjeckien |
| Arsenal          | —       | 2–0     | 3–2     | 4–2      |
| Lazio            | 1–1     | —       | 5–1     | 3–0      |
| Sjachtar Donetsk | 3–0     | 0–3     | —       | 2–1      |
| Sparta Prag      | 0–1     | 0–1     | 3–2     | —        |

#### Grupp C
| Nr | Lag        | S | V | O | F | GM | IM | MS | P  |
| -- | ---------- | - | - | - | - | -- | -- | -- | -- |
| 1  | Valencia   | 6 | 4 | 1 | 1 | 7  | 4  | +3 | 13 |
| 2  | Lyon       | 6 | 3 | 0 | 3 | 8  | 6  | +2 | 9  |
| 3  | Olympiakos | 6 | 3 | 0 | 3 | 6  | 5  | +1 | 9  |
| 4  | Heerenveen | 6 | 1 | 1 | 4 | 3  | 9  | −6 | 4  |

| Hemma \ Borta | Nederländerna | Frankrike | Grekland | Spanien |
| Heerenveen    | —             | 0–2       | 1–0      | 0–1     |
| Lyon          | 3–1           | —         | 1–0      | 1–2     |
| Olympiakos    | 2–0           | 2–1       | —        | 1–0     |
| Valencia      | 1–1           | 1–0       | 2–1      | —       |

#### Grupp D
| Nr | Lag         | S | V | O | F | GM | IM | MS | P  |
| -- | ----------- | - | - | - | - | -- | -- | -- | -- |
| 1  | Sturm Graz  | 6 | 3 | 1 | 2 | 9  | 12 | −3 | 10 |
| 2  | Galatasaray | 6 | 2 | 2 | 2 | 10 | 13 | −3 | 8  |
| 3  | Rangers     | 6 | 2 | 2 | 2 | 10 | 7  | +3 | 8  |
| 4  | AS Monaco   | 6 | 2 | 1 | 3 | 13 | 10 | +3 | 7  |

| Hemma \ Borta | Frankrike | Turkiet | Skottland | Österrike |
| AS Monaco     | —         | 4–2     | 0–1       | 5–0       |
| Galatasaray   | 3–2       | —       | 3–2       | 2–2       |
| Rangers       | 2–2       | 0–0     | —         | 5–0       |
| Sturm Graz    | 2–0       | 3–0     | 2–0       | —         |

#### Grupp E
| Nr | Lag                 | S | V | O | F | GM | IM | MS | P  |
| -- | ------------------- | - | - | - | - | -- | -- | -- | -- |
| 1  | Deportivo La Coruña | 6 | 2 | 4 | 0 | 6  | 4  | +2 | 10 |
| 2  | Panathinaikos       | 6 | 2 | 2 | 2 | 6  | 5  | +1 | 8  |
| 3  | Hamburger SV        | 6 | 1 | 3 | 2 | 9  | 9  | 0  | 6  |
| 4  | Juventus            | 6 | 1 | 3 | 2 | 9  | 12 | −3 | 6  |

| Hemma \ Borta       | Spanien | Tyskland | Italien | Grekland |
| Deportivo La Coruña | —       | 2–1      | 1–1     | 1–0      |
| Hamburger SV        | 1–1     | —        | 4–4     | 0–1      |
| Juventus            | 0–0     | 1–3      | —       | 2–1      |
| Panathinaikos       | 1–1     | 0–0      | 3–1     | —        |

#### Grupp F
| Nr | Lag                 | S | V | O | F | GM | IM | MS | P  |
| -- | ------------------- | - | - | - | - | -- | -- | -- | -- |
| 1  | Bayern München      | 6 | 3 | 2 | 1 | 9  | 4  | +5 | 11 |
| 2  | Paris Saint-Germain | 6 | 3 | 1 | 2 | 14 | 9  | +5 | 10 |
| 3  | Rosenborg BK        | 6 | 2 | 1 | 3 | 13 | 15 | −2 | 7  |
| 4  | Helsingborgs IF     | 6 | 1 | 2 | 3 | 6  | 14 | −8 | 5  |

| Hemma \ Borta       | Tyskland | Sverige | Frankrike | Norge |
| Bayern München      | —        | 0–0     | 2–0       | 3–1   |
| Helsingborgs IF     | 1–3      | —       | 1–1       | 2–0   |
| Paris Saint-Germain | 1–0      | 4–1     | —         | 7–2   |
| Rosenborg BK        | 1–1      | 6–1     | 3–1       | —     |

#### Grupp G
| Nr | Lag               | S | V | O | F | GM | IM | MS | P  |
| -- | ----------------- | - | - | - | - | -- | -- | -- | -- |
| 1  | Anderlecht        | 6 | 4 | 0 | 2 | 11 | 14 | −3 | 12 |
| 2  | Manchester United | 6 | 3 | 1 | 2 | 11 | 7  | +4 | 10 |
| 3  | PSV               | 6 | 3 | 0 | 3 | 9  | 9  | 0  | 9  |
| 4  | Dynamo Kiev       | 6 | 1 | 1 | 4 | 7  | 8  | −1 | 4  |

| Hemma \ Borta     | Belgien | Ukraina | England | Nederländerna |
| Anderlecht        | —       | 4–2     | 2–1     | 1–0           |
| Dynamo Kiev       | 4–0     | —       | 0–0     | 0–1           |
| Manchester United | 5–1     | 1–0     | —       | 3–1           |
| PSV               | 2–3     | 2–1     | 3–1     | —             |

#### Grupp H
| Nr | Lag          | S | V | O | F | GM | IM | MS  | P  |
| -- | ------------ | - | - | - | - | -- | -- | --- | -- |
| 1  | AC Milan     | 6 | 3 | 2 | 1 | 12 | 6  | +6  | 11 |
| 2  | Leeds United | 6 | 2 | 3 | 1 | 9  | 6  | +3  | 9  |
| 3  | Barcelona    | 6 | 2 | 2 | 2 | 13 | 9  | +4  | 8  |
| 4  | Beşiktaş     | 6 | 1 | 1 | 4 | 4  | 17 | −13 | 4  |

| Hemma \ Borta | Italien | Spanien | Turkiet | England |
| AC Milan      | —       | 3–3     | 4–1     | 1–1     |
| Barcelona     | 0–2     | —       | 5–0     | 4–0     |
| Beşiktaş      | 0–2     | 3–0     | —       | 0–0     |
| Leeds United  | 1–0     | 1–1     | 6–0     | —       |

### Andra gruppspelsrundan

#### Grupp A
| Nr | Lag               | S | V | O | F | GM | IM | MS | P  |
| -- | ----------------- | - | - | - | - | -- | -- | -- | -- |
| 1  | Valencia          | 6 | 3 | 3 | 0 | 10 | 2  | +8 | 12 |
| 2  | Manchester United | 6 | 3 | 3 | 0 | 10 | 3  | +7 | 12 |
| 3  | Sturm Graz        | 6 | 2 | 0 | 4 | 4  | 13 | −9 | 6  |
| 4  | Panathinaikos     | 6 | 0 | 2 | 4 | 4  | 10 | −6 | 2  |

| Hemma \ Borta     | England | Grekland | Österrike | Spanien |
| Manchester United | —       | 3–1      | 3–0       | 1–1     |
| Panathinaikos     | 1–1     | —        | 1–2       | 0–0     |
| Sturm Graz        | 0–2     | 2–0      | —         | 0–5     |
| Valencia          | 0–0     | 2–1      | 2–0       | —       |

#### Grupp B
| Nr | Lag                 | S | V | O | F | GM | IM | MS | P  |
| -- | ------------------- | - | - | - | - | -- | -- | -- | -- |
| 1  | Deportivo La Coruña | 6 | 3 | 1 | 2 | 10 | 7  | +3 | 10 |
| 2  | Galatasaray         | 6 | 3 | 1 | 2 | 6  | 6  | 0  | 10 |
| 3  | AC Milan            | 6 | 1 | 4 | 1 | 6  | 7  | −1 | 7  |
| 4  | Paris Saint-Germain | 6 | 1 | 2 | 3 | 8  | 10 | −2 | 5  |

| Hemma \ Borta       | Italien | Spanien | Turkiet | Frankrike |
| AC Milan            | —       | 1–1     | 2–2     | 1–1       |
| Deportivo La Coruña | 0–1     | —       | 2–0     | 4–3       |
| Galatasaray         | 2–0     | 1–0     | —       | 1–0       |
| Paris Saint-Germain | 1–1     | 1–3     | 2–1     | —         |

#### Grupp C
| Nr | Lag            | S | V | O | F | GM | IM | MS | P  |
| -- | -------------- | - | - | - | - | -- | -- | -- | -- |
| 1  | Bayern München | 6 | 4 | 1 | 1 | 8  | 5  | +3 | 13 |
| 2  | Arsenal        | 6 | 2 | 2 | 2 | 6  | 8  | −2 | 8  |
| 3  | Lyon           | 6 | 2 | 2 | 2 | 8  | 4  | +4 | 8  |
| 4  | Spartak Moskva | 6 | 1 | 1 | 4 | 5  | 10 | −5 | 4  |

| Hemma \ Borta  | England | Tyskland | Frankrike | Ryssland |
| Arsenal        | —       | 2–2      | 1–1       | 1–0      |
| Bayern München | 1–0     | —        | 1–0       | 1–0      |
| Lyon           | 0–1     | 3–0      | —         | 3–0      |
| Spartak Moskva | 4–1     | 0–3      | 1–1       | —        |

#### Grupp D
| Nr | Lag          | S | V | O | F | GM | IM | MS | P  |
| -- | ------------ | - | - | - | - | -- | -- | -- | -- |
| 1  | Real Madrid  | 6 | 4 | 1 | 1 | 14 | 9  | +5 | 13 |
| 2  | Leeds United | 6 | 3 | 1 | 2 | 12 | 10 | +2 | 10 |
| 3  | Anderlecht   | 6 | 2 | 0 | 4 | 7  | 12 | −5 | 6  |
| 4  | Lazio        | 6 | 1 | 2 | 3 | 9  | 11 | −2 | 5  |

| Hemma \ Borta | Belgien | Italien | England | Spanien |
| Anderlecht    | —       | 1–0     | 1–4     | 2–0     |
| Lazio         | 2–1     | —       | 0–1     | 2–2     |
| Leeds United  | 2–1     | 3–3     | —       | 0–2     |
| Real Madrid   | 4–1     | 3–2     | 3–2     | —       |

## Slutspel

### Slutspelsträd
|  | Kvartsfinaler     | Kvartsfinaler  | Kvartsfinaler | Kvartsfinaler |   |              | Semifinaler | Semifinaler | Semifinaler | Semifinaler |  |  | Final ( )             | Final ( ) |  |  |
|  |                   |                |               |               |   |              |             |             |             |             |  |  |                       |           |  |  |
|  | Galatasaray       | 3              | 0             | 3             |   |              |             |             |             |             |  |  |                       |           |  |  |
|  | Real Madrid       | 2              | 3             | 5             |   |              |             |             |             |             |  |  |                       |           |  |  |
|  | Real Madrid       | 2              | 3             | 5             |   | Real Madrid  | 0           | 1           | 1           |             |  |  |                       |           |  |  |
|  |                   |                |               |               |   | Real Madrid  | 0           | 1           | 1           |             |  |  |                       |           |  |  |
|  |                   | Bayern München | 1             | 2             | 3 |              |             |             |             |             |  |  |                       |           |  |  |
|  | Manchester United | Bayern München | 1             | 2             | 3 | 0            | 1           | 1           |             |             |  |  |                       |           |  |  |
|  | Manchester United |                |               |               |   | 0            | 1           | 1           |             |             |  |  |                       |           |  |  |
|  | Bayern München    | 1              | 2             | 3             |   |              |             |             |             |             |  |  |                       |           |  |  |
|  |                   |                |               |               |   |              |             |             |             |             |  |  | Bayern München (str.) | 1 (5)     |  |  |
|  |                   |                | Valencia      | 1 (4)         |   |              |             |             |             |             |  |  |                       |           |  |  |
|  | Leeds United      | 3              | 0             | 3             |   |              |             |             |             |             |  |  |                       |           |  |  |
|  | Deportivo         | 0              | 2             | 2             |   |              |             |             |             |             |  |  |                       |           |  |  |
|  | Deportivo         | 0              | 2             | 2             |   | Leeds United | 0           | 0           | 0           |             |  |  |                       |           |  |  |
|  |                   |                |               |               |   | Leeds United | 0           | 0           | 0           |             |  |  |                       |           |  |  |
|  |                   | Valencia       | 0             | 3             | 3 |              |             |             |             |             |  |  |                       |           |  |  |
|  | Arsenal           | Valencia       | 0             | 3             | 3 | 2            | 0           | 2           |             |             |  |  |                       |           |  |  |
|  | Arsenal           |                |               |               |   | 2            | 0           | 2           |             |             |  |  |                       |           |  |  |
|  | Valencia (BM)     | 1              | 1             | 2             |   |              |             |             |             |             |  |  |                       |           |  |  |

### Kvartsfinaler
| Kvartsfinaler – 8 deltagande klubblag | Kvartsfinaler – 8 deltagande klubblag | Kvartsfinaler – 8 deltagande klubblag | Kvartsfinaler – 8 deltagande klubblag | Kvartsfinaler – 8 deltagande klubblag |
| ------------------------------------- | ------------------------------------- | ------------------------------------- | ------------------------------------- | ------------------------------------- |
| Lag 1                                 | Totalt                                | Lag 2                                 | Möte 1                                | Möte 2                                |
| Leeds United                          | 3–2                                   | Deportivo                             | 3–0                                   | 0–2                                   |
| Arsenal                               | 00002–2 (BM)                          | Valencia                              | 2–1                                   | 0–1                                   |
| Galatasaray                           | 3–4                                   | Real Madrid                           | 3–2                                   | 0–2                                   |
| Manchester United                     | 1–3                                   | Bayern München                        | 0–1                                   | 1–2                                   |

### Semifinaler
| Semifinaler – 4 deltagande klubblag | Semifinaler – 4 deltagande klubblag | Semifinaler – 4 deltagande klubblag | Semifinaler – 4 deltagande klubblag | Semifinaler – 4 deltagande klubblag |
| ----------------------------------- | ----------------------------------- | ----------------------------------- | ----------------------------------- | ----------------------------------- |
| Lag 1                               | Totalt                              | Lag 2                               | Möte 1                              | Möte 2                              |
| Leeds United                        | 0–3                                 | Valencia                            | 0–0                                 | 0–3                                 |
| Real Madrid                         | 1–3                                 | Bayern München                      | 0–1                                 | 1–2                                 |

### Final
|             | 23 maj 2001 | Bayern München | 0000 1 – 1 (e.fl.)         | Valencia                                                                                                | San Siro                                                        |                                                                 |
| 20:45 UTC+2 | 20:45 UTC+2 | Stefan Effenberg 51′ (str.) | (0 – 1) Rapport            | 3′ (str.) Gaizka Mendieta                                                                               | Milano, Italien Publik: 71 500 Domare: Dick Jol (Nederländerna) | Milano, Italien Publik: 71 500 Domare: Dick Jol (Nederländerna) |
| 20:45 UTC+2 | 20:45 UTC+2 | |                            | | Milano, Italien Publik: 71 500 Domare: Dick Jol (Nederländerna) | Milano, Italien Publik: 71 500 Domare: Dick Jol (Nederländerna) |
| 20:45 UTC+2 | 20:45 UTC+2 | Paulo Sérgio Silvestre do Nascimento Hasan Salihamidžić Alexander Zickler Patrik Andersson Stefan Effenberg Bixente Lizarazu Thomas Linke | Straffsparksläggning 5 – 4 | Gaizka Mendieta John Carew Zlatko Zahovič Amedeo Carboni Rubén Baraja Kily González Mauricio Pellegrino | Milano, Italien Publik: 71 500 Domare: Dick Jol (Nederländerna) | Milano, Italien Publik: 71 500 Domare: Dick Jol (Nederländerna) |

### Webbkällor
Den här artikeln är helt eller delvis baserad på material från engelskspråkiga Wikipedia.